# SN 1987D
SN 1987D – supernowa typu Ia odkryta 17 kwietnia 1987 roku w galaktyce M+00-32-01. Jej maksymalna jasność wynosiła 13,70m.